# Therese Blase

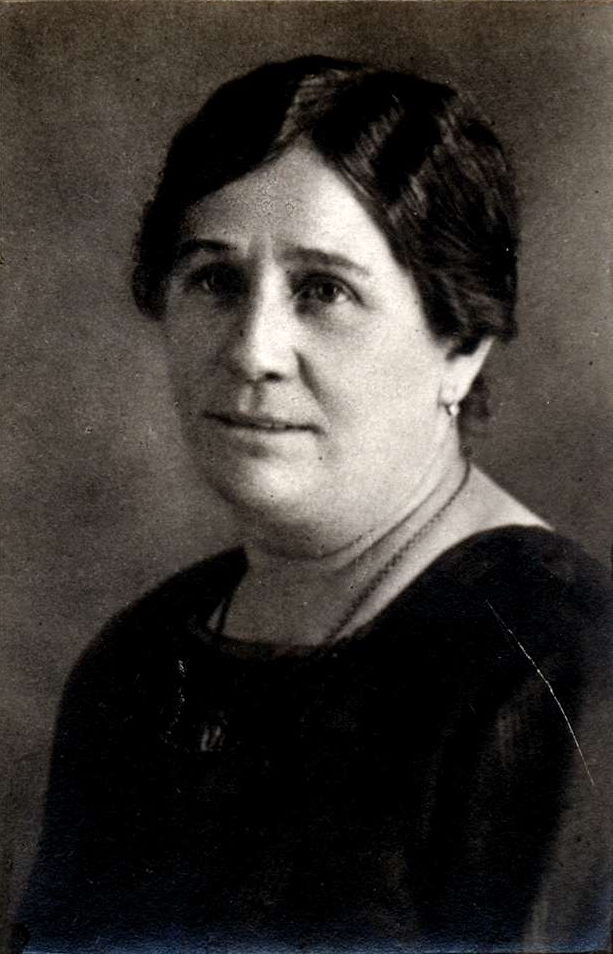
Therese Blase

Therese Blase, geborene Knauf (* 6. Mai 1873 in Craula; † 2. Mai 1930 in Mannheim) war eine deutsche Sozialpolitikerin (SPD) und Mitbegründerin des Sozialdemokratischen Vereins. Von 1919 bis 1930 war sie Mitglied im Badischen Landtag.

## Leben
Therese Knauf kam in Craula, im damaligen Sachsen-Gotha gelegen, als Tochter des Bauern Adam Knauf zur Welt. Nach dem Besuch der Volksschule ging die junge Frau in die alte Kurpfalz, heiratete 1903 in Mannheim den Kupferschmied Blase und bekam drei Kinder. Schon vor dem Ersten Weltkrieg engagierte sich Therese Blase für Bedürftige. Seit 1911 war sie in der Armenpflege tätig. Sie war von 1912 bis 1930 Mitglied der Mannheimer Armenkommission im Jugendamt, Vorsitzende des Krüppelvereins Baden und ab 1917 Mitglied der Zentrale für Kriegsfürsorge und von 1925 bis 1930 Mitglied der Krankenhauskommission in Mannheim.

## Politische Laufbahn
1901 trat Therese Blase der SPD bei. 1905 war sie eine der Gründerinnen der Frauenabteilung der SPD (Sozialdemokratischer Verein) und übernahm lange deren Führung. Außerdem gehörte sie ab 1912 bis zu ihrem Tod dem SPD-Landesvorstand in Baden an. Nach der Novemberrevolution wurde Therese Blase 1919 in die Mannheimer Stadtverordnetenversammlung und in den Badischen Landtag gewählt. Bis zu ihrem Tod gehörte sie dem Parlament an. Sie entfaltete in den Ausschüssen eine umfassende sozialpolitische Tätigkeit. Auf Landes- und Reichsparteitagen der SPD erhob sie angesichts von Rezession und beginnender Massenarbeitslosigkeit energisch ihre Stimme.
Ihre Kräfte in der Arbeit für die Familie, die Partei und die Armenfürsorge überschätzend, starb sie wenige Tage vor Vollendung des 57. Lebensjahres.
Obwohl Therese Blase die prominenteste Sozialdemokratin im Baden der Weimarer Zeit war, geriet sie fast völlig in Vergessenheit. Die Stadt Mannheim benannte 1994 eine Straße nach Therese Blase.